# مزرعه کلی خانی
مزرعه کلی خانی یک روستا در ایران است که در استان فارس واقع شده‌است.